# Antoni Trentschew
Antoni Antoniew Trentschew (* 15. März 1987 in München) ist ein ehemaliges Mitglied der Nationalversammlung der Republik Bulgarien und unternehmerisch im Bereich der Kryptowährung tätig. Er ist ebenfalls Gründungsmitglied der Firma Nexo. Trentschew besitzt die Staatsangehörigkeit der Vereinigten Arabischen Emirate.

## Kindheit
Antoni Antoniew Trentschew wurde am 15. März 1987 in München geboren.

## Politische Tätigkeit
2014 wurde Trentschew in die Nationalversammlung der Republik Bulgarien gewählt, der er bis 2017 als Mitglied des Reformblocks angehörte. Er war unter anderem Mitglied des Ausschusses für europäische Angelegenheiten und Überwachung europäischer Fonds, des Kontrollausschusses für den Ausschuss für Energie- und Wasserregulierung sowie mehrerer Ad-hoc-Ausschüsse. Auch war er stellvertretender Leiter der Delegation der parlamentarischen Versammlung des Europarates.
2015 war Trentschew für den Europarat als Mitglied des Ausschusses für soziale Angelegenheiten, Gesundheit und nachhaltige Entwicklung tätig, von 2015 bis 2016 als Mitglied des Unterausschusses für die Beziehungen zur OWZE und zur EBWE (Europäische Bank für Wiederaufbau und Entwicklung), von 2015 bis 2017 als Mitglied des Ausschusses für politische Angelegenheiten und Demokratie und im selben Zeitraum stellvertretendes Mitglied des Ausschusses für soziale Angelegenheiten, Gesundheit und nachhaltige Entwicklung.

## Unternehmerische Laufbahn
Trentschew ist geschäftsführender Gesellschafter des Kryptowährungskreditgebers Nexo Capital Inc. Darüber hinaus ist er der öffentliche Fürsprecher der Industrie und als Kommentator bei Kabelsendern wie CNBC und Bloomberg tätig.